# JM
JM AB er en projektudvikler og byggeentreprenør af boliger og boligområder. Virksomheden blev etableret i 1945 af John Mattson som John Mattsons Byggnads AB. 
Der fokuseres på nybyggeri primært omkring de større byer i Sverige, Norge, Danmark, Finland og Belgien. JM har en omsætning på ca. 15 mia. svenske kroner og 2.500 ansatte. 